# Sočanica
Sočanica en serbe latin et Soçanicë en albanais (en serbe cyrillique : Сочаница) est une localité du Kosovo située dans la commune/municipalité de Leposavić/Leposaviq, district de Mitrovicë/Kosovska Mitrovica. Selon des estimations de 2009 comptabilisées pour le recensement kosovar de 2011, elle compte 1 296 habitants, dont une majorité de Serbes.

## Géographie
Sočanica/Soçanicë est située sur les bords de l'Ibar.

## Histoire
Le village est mentionné pour la première fois en 1315.

## Démographie

### Évolution historique de la population dans la localité
| 1948 | 1953 | 1961  | 1971  | 1981  | 1991  | 2009  |
| ---- | ---- | ----- | ----- | ----- | ----- | ----- |
| 812  | 942  | 1 106 | 1 006 | 1 181 | 1 267 | 1 296 |

|  |